# Kickoff returner
No futebol americano dos Estados Unidos e do Canadá, o retornador de chutes (em inglês: kick returner, KR) é um jogador do special teams (time de especialistas) que é responsável por retornar os kickoffs na posição oposta de sua end zone. Se a bola rolar até sua própria endzone, ele deve resolver se retorna ou não. Se ele decidir não retornar, ele pode pedir o touchback se ajoelhando na end zone depois de pegar a bola, o que dá a seu time a bola na posição da linha de 25 jardas.
O retornador é normalmente o jogador mais rapido do time, normalmente um wide receiver, defensive back ou um running back reserva.
Um retornador de chutes pode ser um retornador de punts também.